# Adam Bogda
Adam Bogda (ur. 3 listopada 1932 we Lwowie, zm. 20 sierpnia 2007 we Wrocławiu) – polski gleboznawca i geolog, profesor nauk rolniczych, związany z Uniwersytetem Przyrodniczym we Wrocławiu, miłośnik gór i grotołaz.

## Życiorys
Naukę w liceum rozpoczął w Krakowie w 1945. W 1947 przeniósł się do Wrocławia, gdzie uzyskał maturę w 1951. Studia z zakresu geologii ukończył na Wydziale Nauk Przyrodniczych Uniwersytetu Wrocławskiego w 1959. Rozpoczął pracę w Wyższej Szkole Rolniczej we Wrocławiu, gdzie w 1970 otrzymał doktorat nauk przyrodniczych na podstawie rozprawy Mineralogiczne i mikromorfologiczne badania produktów wietrzenia skał macierzystych gleb występujących w Sudetach (promotor prof. Stanisław Kowaliński). Stopień naukowy doktora habilitowanego otrzymał w 1981 na tej samej uczelni na podstawie pracy Skład mineralny i niektóre właściwości gleb brunatnych wytworzonych z granitoidów sudeckich. Tytuł profesora nauk rolniczych uzyskał w 1992. W latach 1984–1987 był prodziekanem Wydziału Rolniczego. Pracował w Instytucie Nauk o Glebie i Ochrony Środowiska Uniwersytetu Przyrodniczego.
Został pochowany we Wrocławiu na cmentarzu przy ul. Grabiszyńskiej (pole 42, grób 836, rząd 25, 4 od p. 43).

## Działalność naukowa

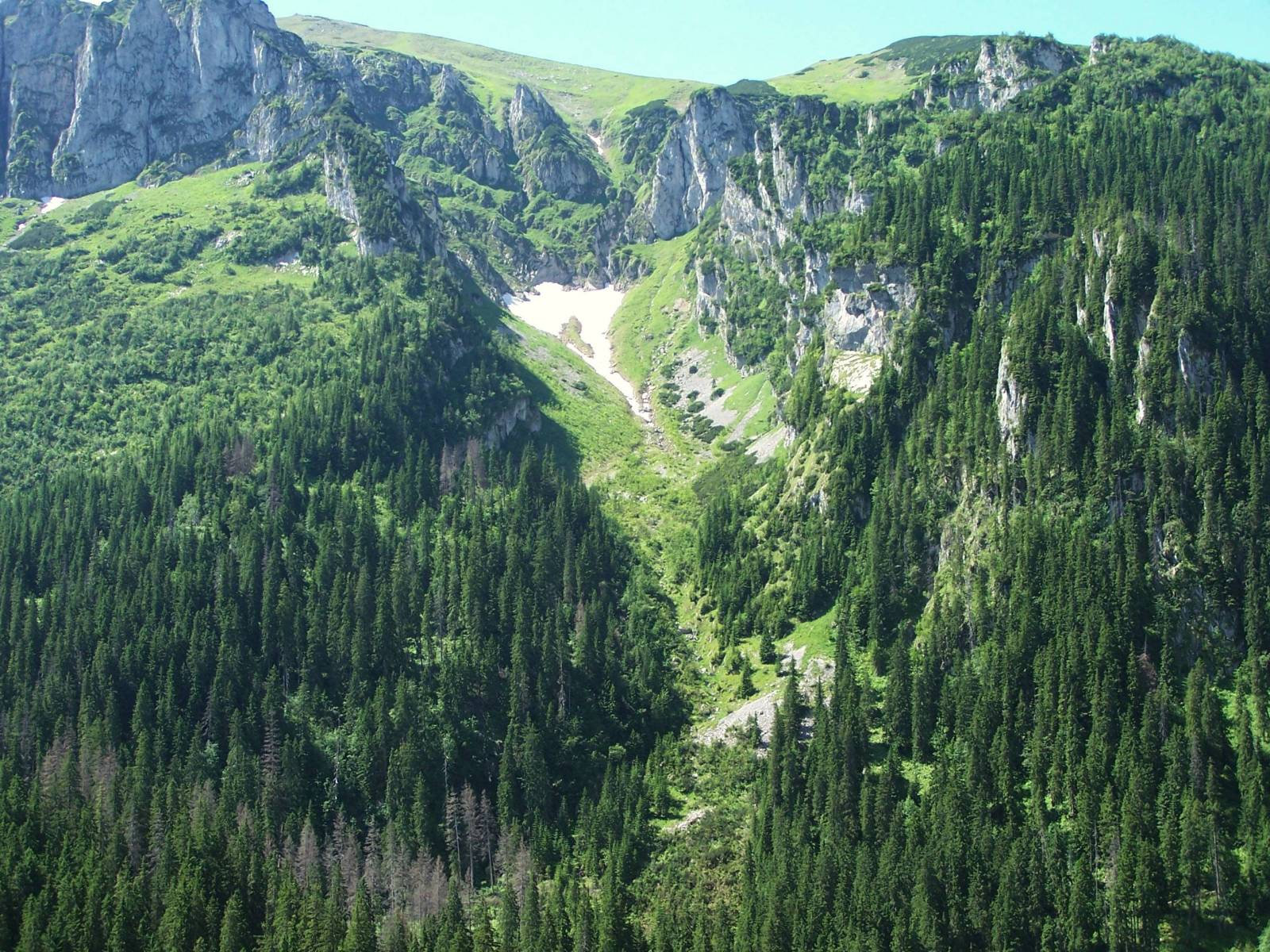
Dolina Mała Świstówka pod Przełączką przy Kopie w Tatrach Zachodnich. Po lewej w zboczu Dziurawego wejście do Jaskini Miętusiej,

Prace naukowe Adama Bogdy dotyczą problematyki wietrzenia i badania produktów wietrzenia w glebach wytworzonych z różnych skał macierzystych, wpływu działalności człowieka na środowisko glebowe oraz badaniu oddziaływania zmian hydrologicznych i hydrogeologicznych na właściwości fizyczne i chemiczne gleb. Jest współautorem monografii Właściwości i skład minerałów ilastych gleb Dolnego Śląska (1998), a także podręcznika akademickiego Zasoby naturalne i zrównoważony rozwój (2010).
Odbył staże naukowe w Leningradzie (1977), Brnie (1978) i Nowym Sadzie (1980). Był członkiem Rady Naukowej Ślężańskiego Parku Krajobrazowego (1992–1998).

## Inne informacje
Był miłośnikiem gór. Był członkiem wrocławskiej Sekcji Grotołazów i uczestnikiem wypraw jaskiniowych (także w Jaskini Miętusiej).